# Pitomba (Talisia esculenta)
De pitomba (Talisia esculenta) is een tot 15 m hoge boom uit de zeepboomfamilie (Sapindaceae) met een brede kroon. De geveerde bladeren bestaan uit vier tot acht lancetvormige, toegespitste, glanzende deelblaadjes. De kleine, witte bloemen zitten in tot 30 cm lange, vertakte, eindstandige bloeiwijzen.
De tot 3 cm grote, ronde vruchten groeien dicht opeen in trossen. De taaie leerachtige schil is 1 mm dik, rijp glanzend, groenig-geel tot kaneelbruin en bezet met wratjes. De sappige, glazig-witte, 5 mm dikke zaadmantel, die zuur-aromatisch van smaak is, bevat een elliptisch zaad. 
De pitomba komt van nature voor in Bolivia, Brazilië en Paraguay. In deze landen wordt hij ook veel gekweekt. Buiten deze landen kent hij weinig bekendheid.